# Bashir Salahuddin
Bashir Salahuddin (* 6. Juli 1976 in Chicago, Illinois) ist ein US-amerikanischer Schauspieler und Drehbuchautor.

## Leben
Salahuddin wuchs in der South Side von Chicago auf. Sein Vater stammt aus Panama und zog als Kind mit seiner Familie nach Chicago, seine Mutter wuchs in der West Side von Chicago auf. Seine Eltern ließen sich Anfang der 2000er Jahre scheiden. Salahuddin wuchs mit drei Brüdern und zwei Schwestern auf und hat zwei jüngere Geschwister aus der zweiten Ehe seines Vaters.
Salahuddin studierte Medizin an der Harvard University und schloss sein Studium 1998 ab. Daraufhin kehrte er nach Chicago zurück und arbeitete als Anwaltsgehilfe. Anfang der 2000er Jahre kam er nach Los Angeles und arbeitete als Assistent bei Warner Bros. und als Kellner.
Von 2009 bis 2012 war Salahuddin Teil der Late Night with Jimmy Fallon, auch als Autor.
Salahuddin verkörperte die wiederkehrende Rolle des Keith Bang in der Netflix-Serie GLOW. Zusammen mit Diallo Riddle schuf Salahuddin die Comedy-Shows South Side und Sherman’s Showcase, die beide im Juli 2019 Premiere feierten.
2018 und 2019 wurde Salahuddin als Teil des Casts von GLOW für den Screen Actors Guild Award in der Kategorie „Bestes Schauspielensemble in einer Comedyserie“ nominiert. 2020 wurde er für seine Rolle in Sherman’s Showcase für den Critics’ Choice Television Award in der Kategorie „Bester Hauptdarsteller in einer Comedyserie“ nominiert.
Im 2022 erschienenen Actionfilm Top Gun: Maverick spielte Salahuddin die Rolle des Bernie „Hondo“ Coleman – ein Chief Warrant Officer (CWO4) sowie Freund und Mitarbeiter der Hauptfigur Maverick (Tom Cruise).

## Filmografie
- 2004, 2019: Arrested Development (3 Episoden)
- 2006: Jam
- 2006: Nailed
- 2007: Finish Our Movie (4 Episoden)
- 2009–2012: Late Night with Jimmy Fallon (76 Episoden, auch Autor)
- 2015: Looking (6 Episoden)
- 2016: Looking: The Movie
- 2016: Crushed
- 2016: Brothers in Atlanta
- 2017: Snatched
- 2017–2019: GLOW (17 Episoden)
- 2018: Gringo
- 2018: Nur ein kleiner Gefallen (A Simple Favor)
- 2018–2019: Superstore (2 Episoden)
- 2019: Marriage Story
- seit 2019: South Side (auch Executive Producer)
- seit 2019: Sherman’s Showcase (auch Executive Producer)
- 2019–2020: Single Parents (3 Episoden)
- 2020: The 24th
- 2020: American Dad (2 Episoden)
- 2021: Cyrano
- 2022: Top Gun: Maverick
- 2022: The Dropout
- 2023: Family Switch
- 2025: Nur noch ein kleiner Gefallen (Another Simple Favor)